# Strymon melinus
Strymon melinus, es uno de los más comunes licénidos en América del Norte, que se distribuye por casi todo el continente. Ocurre también en toda América Central y el norte de América del Sur.

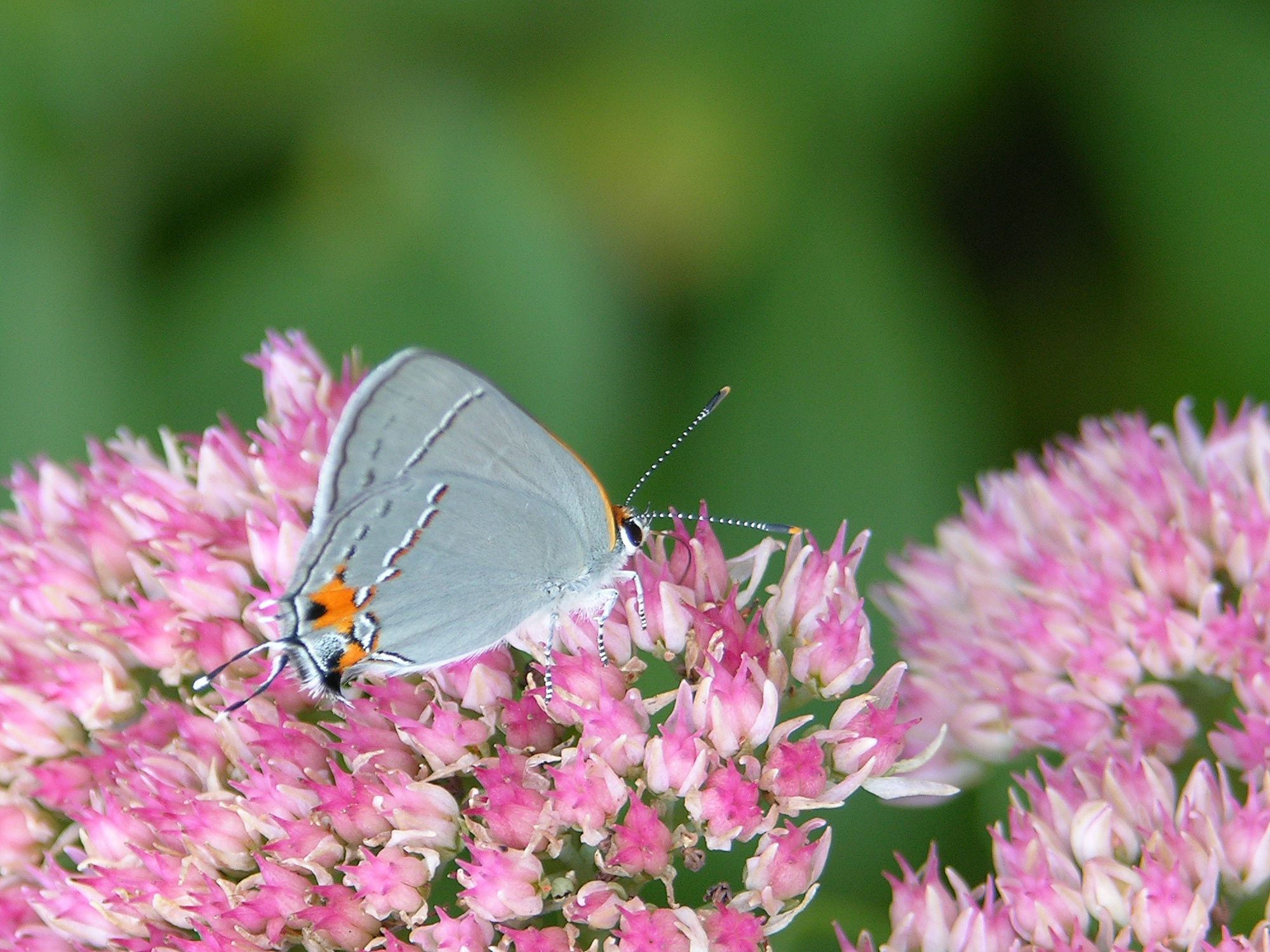
Alimentándose en una flor

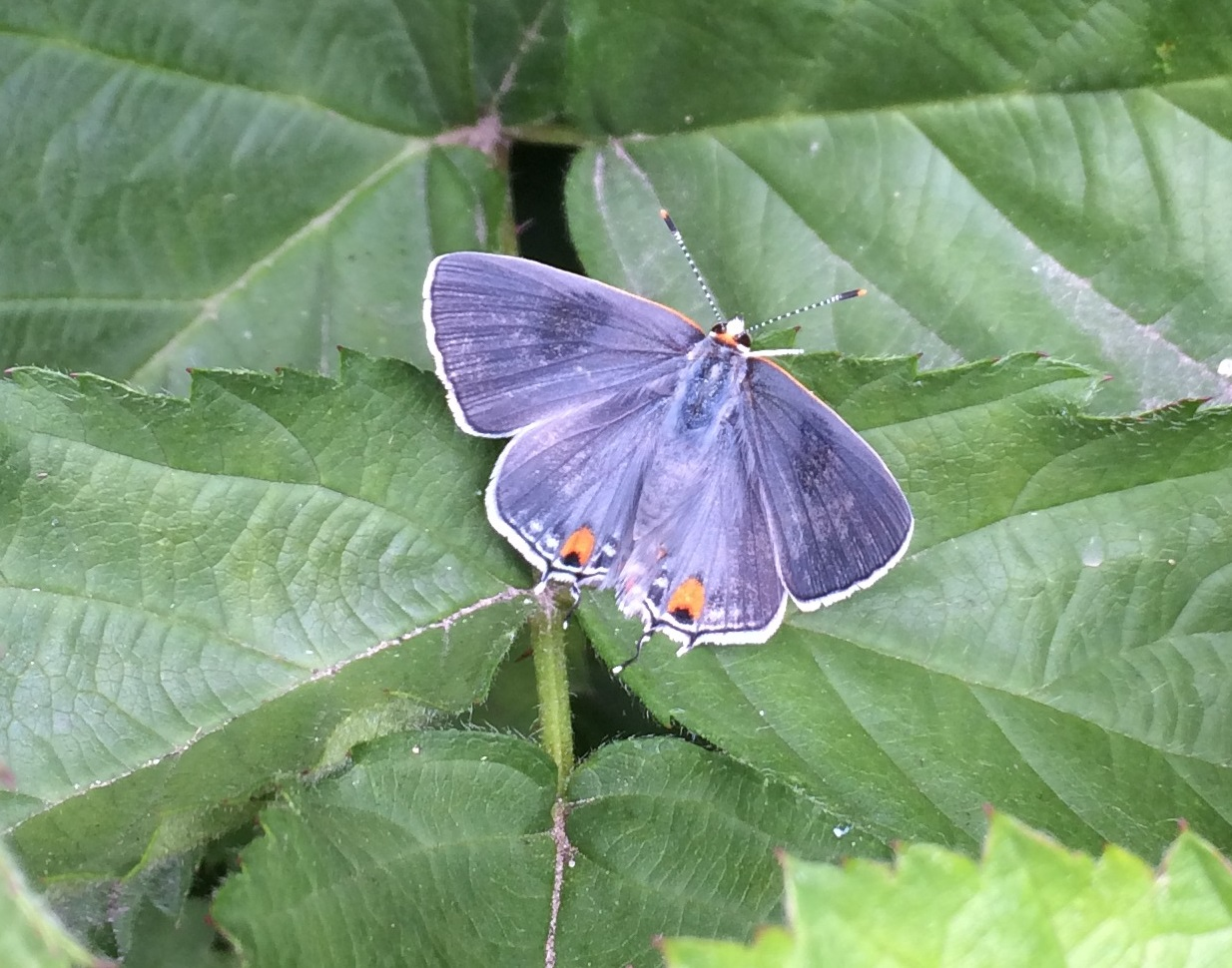
En el condado de Los Ángeles, California